# Kumite masculin moins de 75 kg
Le kumite individuel masculin moins de 75 kg est une épreuve sportive individuelle opposant dans un combat des karatékas masculins pesant chacun au moins 68 kg et strictement moins de 75 kg. 

## Champions

### Champions d'Europe
Cette section liste les champions d'Europe de cette catégorie.
- 1972 :  Guy Sauvin
- 1973 :  Christian Alifax
- 1974 :  William Higgins
- 1975 :  William Higgins
- 1976 :
- 1977 :  Martinez
- 1978 :  Christian Gauze
- 1979 :  Fred Royers
- 1980 :  Rob Poley
- 1981 :  Antonio Martínez Amillo
- 1982 :  Antonio Martínez Amillo
- 1983 :  Francisco Merino
- 1984 :  Kenneth Leeuwin
- 1985 :  Antonio Martínez Amillo
- 1986 :  Serge Serfati
- 1987 :  Thomas Hallman
- 1988 :  Tam Gibson
- 1989 :  Andrea Lentini
- 1990 :  Toni Dietl
- 1991 :  Fernando Blanco
- 1992 :  Thomas Herrero
- 1993 :  Kosta Sariyannis
- 1994 :  Wayne Otto
- 1995 :  Wayne Otto
- 1996 :  Wayne Otto
- 1997 :  Salvatore Loria
- 1998 :  Gennaro Talarico
- 1999 :  Gennaro Talarico
- 2000 :  Iván Leal Reglero
- 2001 :  Gennaro Talarico
- 2002 :  Iván Leal Reglero
- 2003 :  Iván Leal Reglero
- 2004 :  Olivier Beaudry
- 2005 :  Timothy Petersen
- 2006 :  Olivier Beaudry
- 2007 :  Luigi Busà
- 2008 :  Diego Davy Vandeschrick

### Champions du monde
Cette section liste les champions du monde de cette catégorie.
- 1980 :  Sadao Tajima
- 1982 :  J. Gomez
- 1984 :  T. Stelling
- 1986 :  Kenneth Leeuwin
- 1988 :  K. Hayashi
- 1990 :  H. Tamaru
- 1992 :  Wayne Otto
- 1994 :  Daniel Devigli
- 1996 :  Wayne Otto
- 1998 :  David Félix
- 2000 :  Iván Leal Reglero
- 2002 :  Iván Leal Reglero
- 2004 :  Davíd Santana Vega
- 2006 :  Jasem Modamivishkaei
- 2008 :  David Dubó